# نجوی فؤاد
نجوا فؤاد (زادهٔ ۱ ژانویهٔ ۱۹۳۶) رقصنده و بازیگر سینما اهل مصر است.